# Renauld White
Renauld White (* 1. Februar 1944 in Newark, New Jersey; † 26. Juni 2024 in Manhattan, New York City, New York) war ein US-amerikanisches Model und Schauspieler.

## Leben und Karriere
White wurde in Newark als zweiter von vier Söhnen von dem Hutmodell Maybelline Scott und von Robert White Sr. geboren, einem Lasterfahrer. Er wuchs in East Orange auf, wo er seinen Abschluss an der Westside High School machte. An der High School spielte er in der Football-Mannschaft in der Position als Right Tackle (RT) und trat auch in Schultheaterstücken auf.
Nach dem Abschluss der Schule nahm er einen Bürojob in einem Elektrounternehmen an, um seine Mutter zu unterstützen, nachdem sich seine Eltern getrennt hatten. Zusätzlich belegte er Abendkurse in Betriebswirtschaftslehre an der Rutgers University.
An den Wochenenden tanzte er im Palladium in Manhattan, wo er den ebenfalls aus Newark stammenden schwarzen Designer Stephen Burrows kennenlernte, der ihn ermutigte, als Model zu arbeiten. Er wurde von der Modelagentur Ford zunächst abgelehnt und bekam schließlich einen Vertrag bei Wilhelmina.
Seine Karriere begann in den 1960er Jahren, als er in Shows von Calvin Klein und Ralph Lauren auftrat. Er arbeitete unter anderem für Jean-Charles de Castelbajac, Versace, Armani, Bill Blass, Bruce Weber sowie Donna Karan und war ein langjähriger Wegbegleiter des Modeschöpfers Jeffrey Banks. Im Jahr 1979 war er das zweite afroamerikanische Fotomodell, das auf dem Cover des Männermagazins GQ erschien. Er wurde zum Vorbild und Wegbereiter für farbige Models und galt zu seiner Zeit als erstes schwarzes Supermodel.
Er war zudem das Werbegesicht für Marken wie Arrow, Black Tie, Miller Lite, Vitalis Hair Tonic und Delta Air Lines. Ende der 1970er Jahre brachte er seine eigene Modekollektion heraus. Mitte der 1980er Jahre wurde er, laut einem Interview in der Pittsburgh Post-Gazette aus dem Jahr 1994, Begleiter und Muse von Aretha Franklin, nachdem diese ihn in einer Werbung für Black Tie gesehen hatte.
White war auch als Schauspieler tätig. So spielte er von 1986 bis 1992 William Reynolds in der Seifenoper Springfield Story und im Jahr 2017 Christian Lincoln Smith Jr. in dem Film Central Park – Massaker in New York. Auf der Bühne war er am New York Theater zu sehen und spielte in Stücken wie Anthony and Cleopatra, Twelfth Night, Medea und Obatala.
Seinen letzten Auftrag hatte er ein Jahr vor seinem Tod, als er für Dolce & Gabbana vor der Kamera stand. White verbrachte seine letzte Zeit in einem Hospiz und starb im Alter von 80 Jahren im Lenox Hill Hospital. Er wurde am 12. Juli 2024 in seiner Heimatstadt Newark beigesetzt und wurde von seinem Bruder Colin überlebt; seine Brüder Maurice Scott und Robert White Jr. starben vor ihm.

## Filmografie (Auswahl)
- 1978: The Phil Donahue Show
- 1979: Fashion (Fernsehserie)
- 1982: The Merv Griffin Show
- 1986–1992: Springfield Story
- 2014: Gun Hill (Fernsehfilm)
- 2017: Central Park – Massaker in New York